# Rhyssonotus costatus
Rhyssonotus costatus es una especie de coleóptero de la familia Lucanidae.

## Distribución geográfica
Habita en Nueva Gales del Sur (Australia).